# Henry Golding
Henry Ewan Golding (Malásia, 5 de fevereiro de 1987) é um ator, modelo e apresentador de televisão malaio, conhecido pela participação no filme Crazy Rich Asians (2018).